# Droga krajowa nr 117 (Węgry)
Droga krajowa nr 117 (węg. 117-es főút) – droga krajowa w północno-zachodnich Węgrzech, w komitacie Komárom-Esztergom. Długość - 8 km. Stanowi obwodnicę miasta Dorog, Esztergom-Kertváros (Ostrzyhom), łączącą drogi 10 i 111.